# Skandalen vid Gldanifängelset

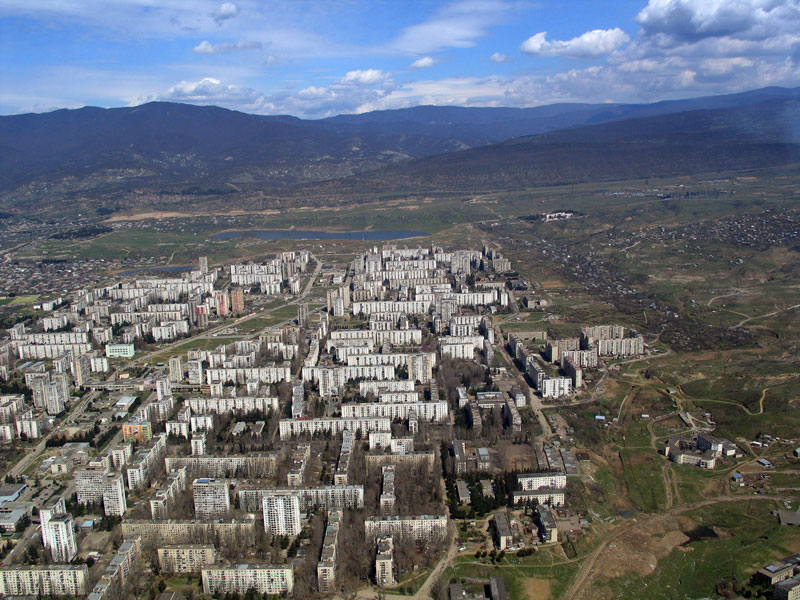
Flygfoto över stadsdelen Gldani i Tbilisi, där det aktuella fängelset ligger.

Skandalen vid Gldanifängelset uppmärksammades den 18 september 2012 då georgiska TV-kanaler spred videoklipp visande tortyr och våldtäkt på Gldanifängelset i Georgiens huvudstad Tbilisi. Videorna spreds snabbt och blev mycket kontroversiella vilket fick till följd att tusentals protesterande människor samlades i spontana demonstrationer i Tbilisi, Batumi, Poti, Kutaisi och Gori. Senare under kvällen avskedade fängelseministern Chatuna Kalmachelidze Davit Tjakua, styrelseordförande för kriminalvårdsdepartementet.

## Bakgrund

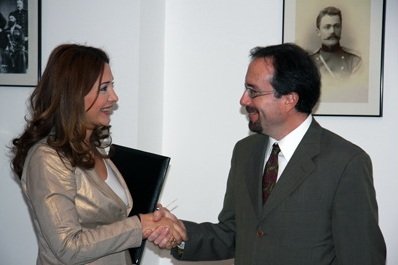
Fängelseminister Chatuna Kalmachelidze (t.v.) avgick den 19 september.

Det har tidigare rapporterats om att det på Gldanifängelset förekom omänsklig behandling av interner på fängelset redan innan skandalen inträffade.
Timmar innan videon släpptes meddelade det georgiska inrikesdepartementet på tisdagseftermiddagen att tre tjänstemän vid Gldanifängelset arresterats för inhuman behandling av interner. Ministeriet släppte även bilder på två fängelsevakter som slog en intern i en cell. Inrikesministeriet har hävdat att de arresterade vakterna misshandlade intagna och filmade förloppet i utbyte mot pengar genom en affärsuppgörelse med Tamaz Tamazasjvili, en intern som tjänar sitt straff i samma fängelsebyggnad. Tamazasjvili stödjs av det politiska partiet Georgisk dröm – demokratiska Georgien, som garanterat honom en högt uppsatt position om partiet kommer till makten. Man har också klargjort att Tamaz anses vara en politisk fånge. 
Videobeviset på fängelsetortyren läckte till TV-kanalerna av den tidigare fängelsetjänstemannen Vladimer Bedukadze, som för närvarande är efterlyst. I en intervju med den georgiska TV-kanalen TV9 menade Bedukadze att tortyren av de intagna beordrats av inrikesministern Batjana Achalaia och att fängelseministern Chatuna Kalmachelidze varit medveten om att tortyr förekom inom olika georgiska fängelser. Den 19 september avgick Kalmachelidze från posten som minister.

## Videor
- I den första videon visas ett tiotal vakter som utdelar fysisk och verbal misshandel mot fångarna.
- I den andra videon tvingas en man att ta av sig sina underkläder och att, naken, göra det han beordras. Efter det förolämpas han och spottas på innan han slutligen skriver under en diktamen.
- I den tredje videon visas en armenisk fånge fjättrad till en cellstång där han förbannar georgiska fängelsevakter.[6] I samma video säger en maskerad man till om att inte bli inspelad. Han blir hånad, förnedrad och eventuellt våldtagen. Den tredje delen av videon visar ryggen på en man som upprepade gånger får frågan om han är en tjuv varpå svaret blir "Jag är en tjuv".
- I den fjärde videon visas ett fängelse för ungdomar där interner misshandlas fysiskt och tvingades förolämpa tjuvar för att inte bli våldtagna.

## Reaktioner

### Regeringens reaktioner
Tidigt dagen därpå gjorde president Micheil Saakasjvili ett uttalande där han fördömde aktionerna och sade att förövarna "förtjänade det strängaste straffet och att de kommer att tillbringa många år i fängelse".
Saaksjvili krävde en fullständig översyn över fängelsesystemet i landet och befallde premiärminister Vano Merabisjvili att omedelbart undersöka alla fängelser med polispatruller. "Det måste vara nolltolerans mot alla kränkningar av mänskliga rättigheter eftersom vi håller på att bygga ett civiliserat och mänskligt land, snarare än disciplin baserat på våld", sade han.
Den 25 september meddelade den nya fängelseministern Giorgi Tughusji att fängelserna var under kontroll.

### Befolkningens reaktioner
En spontan protest samlades runt Filharmoniska i Tbilisi dit presidenten enligt ryktena skulle komma sent den 18 september efter den första sändningen. 
Dagen därpå samlades demonstranterna återigen utanför Filharmoniska och efter ett tag marscherade man längs Rustaveliavenyn mot regeringskansliet.